# トン・タット・アン
トン・タット・アン（ベトナム語：Tôn Thất An、漢字：尊室安、1970年7月16日 - ）は、ベトナム系フランス人 (Vietnamese people in France) の作曲家。現在は中華民国の台湾在住。